# Ingmar Bengtsson
Lars Ingmar Olof Bengtsson (Stockholm, 2 maart 1920 - Stockholm, 3 december 1989) was een Zweeds musicoloog, pianist en muziekcriticus. 
Bengtsson studeerde onder andere privé bij de pianopedagoog Gottfrid Boon tussen 1940 en 1943, bij Carl-Allan Moberg aan de Universiteit van Uppsala en bij het Schola Cantorum Basiliensis en Jacques Handschin in Bazel. Na zijn opleiding was hij tussen 1943 tot 1959 muziekcriticus bij Svenska Dagbladet en van 1942 tot 1953 uitvoerend pianist. Na zijn studeerperiode aan de Universiteit van Uppsala was hij nog 38 jaar verbonden aan de universiteit, onder andere als professor.
- Bibsys: 90212623
- Bibliothèque nationale de France: cb14828482q (data)
- Gemeinsame Normdatei: 132890380
- International Standard Name Identifier: 0000 0000 8078 4925
- Library of Congress Control Number: n83046554
- MusicBrainz: 86028bba-4a2b-4c77-ae5c-ce8a53cdc62d
- Nationale Bibliotheek van Tsjechië: mzk2013761879
- Nationale bibliotheek van Australië: 35969053
- Nationale Bibliotheek van Israël: 987007404955205171
- Nederlandse Thesaurus van Auteursnamen: 06889824X
- LIBRIS: 177337
- Système universitaire de documentation: 181518384
- Virtual International Authority File: 114289046
- WorldCat: E39PBJrcj3grMxJthGGVWWQH4q